# San Simeone Piccolo

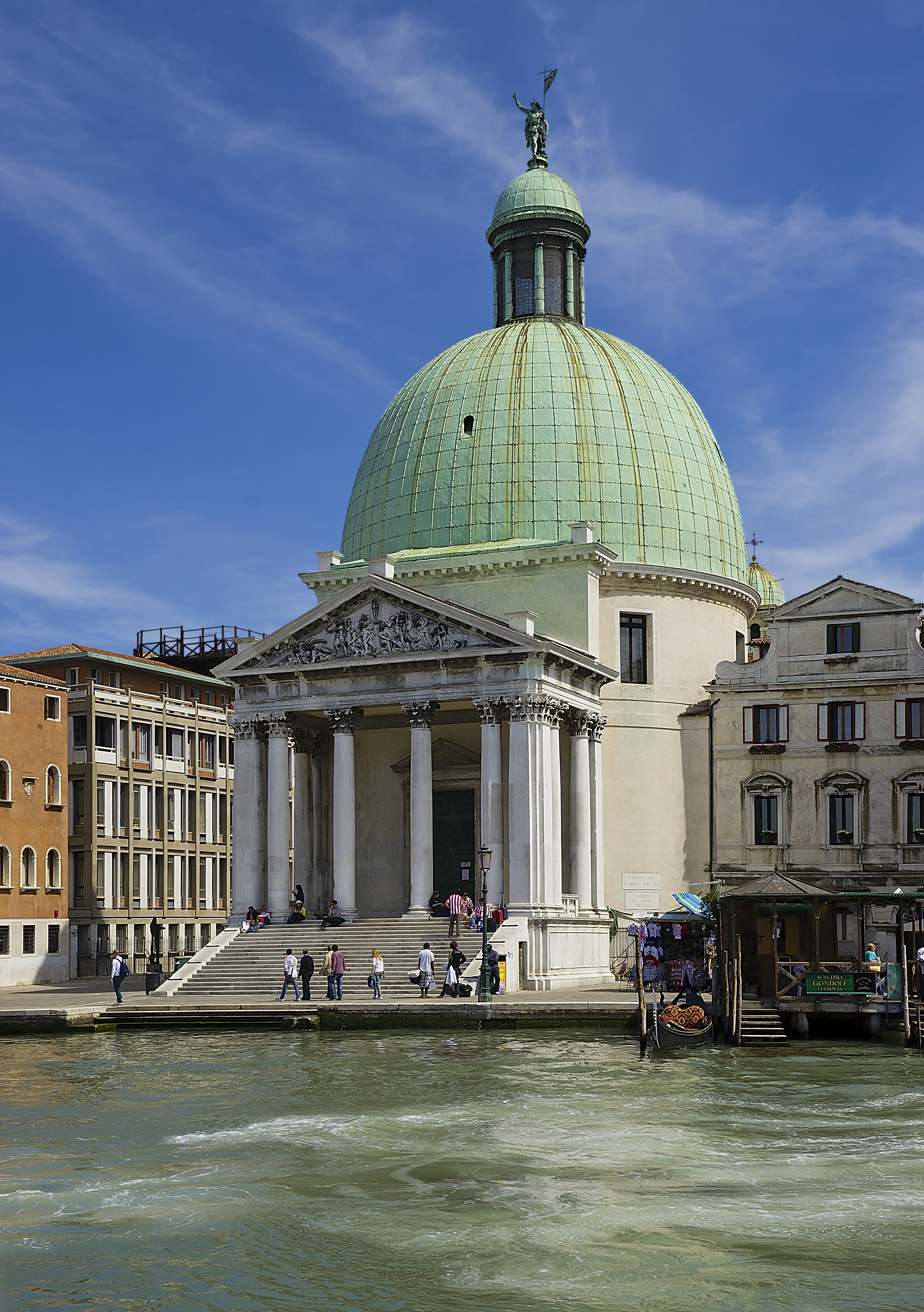
San Simeone Piccolo am Canal Grande

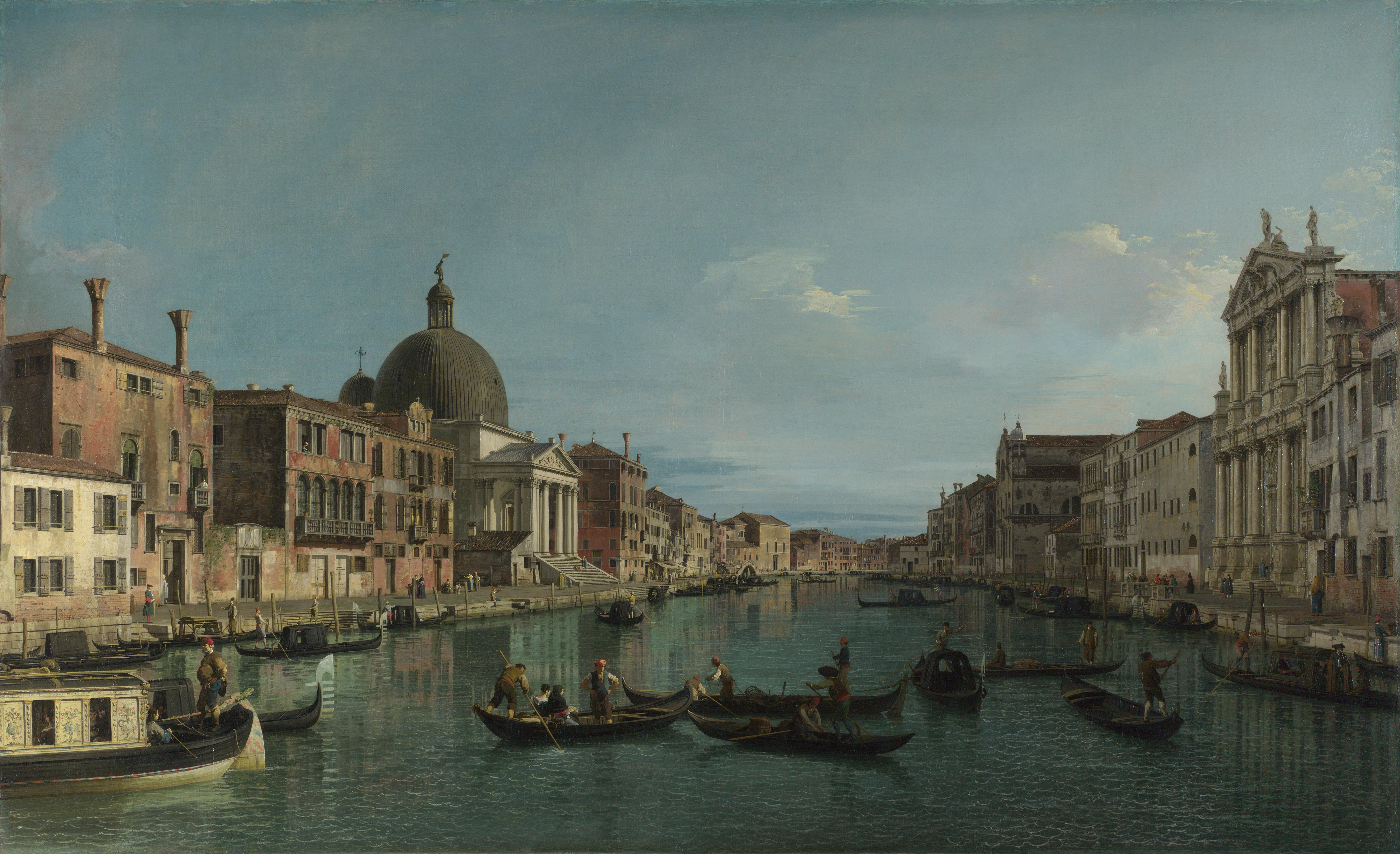
Giovanni Antonio Canal: Canal Grande und San Simeone Piccolo

San Simeone Piccolo (auch San Simone e Giuda genannt) ist eine Kirche im Sestiere Santa Croce in Venedig. Sie liegt am Canal Grande gegenüber der Eisenbahnstation Santa Lucia und liefert somit für die meisten Besucher der Stadt den ersten Eindruck von Venedig.
Kirchenpatrone sind die Apostel Simon und Judas Thaddäus.

## Geschichte
Die mittelalterliche Vorgängerkirche, ein Längsbau, verlief parallel zum Canal Grande und befand sich im Anfang des 18. Jahrhunderts in einem Zustand des Verfalls. 1718 wurde der Architekt Giovanni Antonio Scalfarotto mit dem Neubau beauftragt, den er 1738 vollendete. Er schuf mit diesem Bau eines der ersten klassizistischen Gebäude in Italien und vermutlich den letzten vollendeten Kirchenbau der Republik Venedig.
Die Priesterbruderschaft St. Petrus ist seit 2006 in San Simeone seelsorgerlich tätig. Pater Konrad zu Löwenstein-Wertheim-Freudenberg wirkte dort als erster Priester der Bruderschaft. Derzeitiger Kirchenrektor ist Don Joseph Kramer FSSP.

## Beschreibung

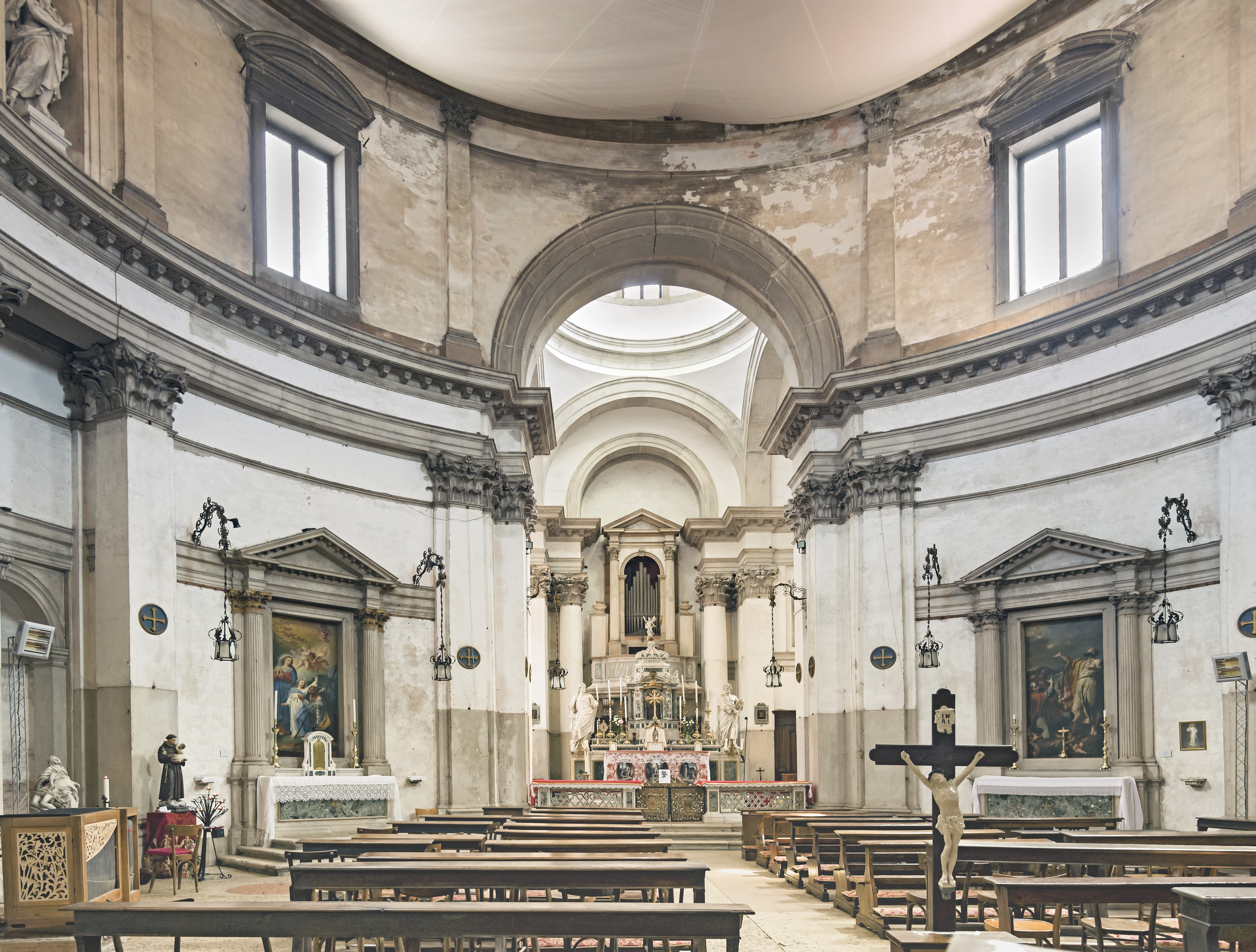
Blick auf das Innere der Kirche.

San Simeone Piccolo ist die erste venezianische Kirche auf kreisrundem Grundriss. Der Architekt gab die liturgische Ostorientierung auf und drehte die Achse so, dass sie auf den Canal Grande blickt. Die Fassade besteht aus einem Portikus mit vier Säulen und zwei dreiteiligen Stützen auf den Seiten, sowie einem Dreiecksgiebel mit einem Relief in klassischer Manier, das Martyrium der Titelheiligen Simon Zelotes und Judas Thaddäus darstellend. Auf dem runden Baukörper sitzt eine, von einer Laterne gekrönte, etwas überproportionale ovale Kuppel.
Der Innenraum weitet sich zu tiefen Nischen, flankiert von Stützen und Freisäulen. Der Hauptaltarraum ist über drei Stufen erhöht, durch Seitennischen erweitert und mit einer Kuppel gedeckt.
Im hohen Sockel der Kirche befindet sich eine Begräbnisstätte, von einem achteckigen Zentralraum gehen vier Gänge aus. Sie sind mit Fresken der Kreuzwegstationen und Todesdarstellungen geschmückt und erwecken den Eindruck von Katakomben.